# JuKSA Kijów
FK JuKSA Kijów (ukr. ФК «ЮКСА» Київ) – ukraiński klub piłkarski, mający siedzibę w stolicy kraju, mieście Kijów, grający od sezonu 2024/25 w rozgrywkach ukraińskiej Perszej lihi.

## Historia
Chronologia nazw:
- 2015: FK JuKSA Kijów (ukr. ФК «ЮКСА» (Київ))

Klub piłkarski FK JuKSA (z ang. UCSA) został założony w 2015 roku w Kijowie jako akademię, a w październiku 2017 roku zaczęła funkcjonować dorosła drużyna piłkarska. Klub pozycjonuje się jako wspólnota chrześcijańska, czyli łączy uprawianie zawodowego sportu z wartościami chrześcijańskimi. Początkowo zespół występował w rozgrywkach lokalnych, a potem w mistrzostwach rejonu kijowskiego. W sezonie 2021/22 startował w rozgrywkach Amatorskiej ligi oraz Amatorskiego Pucharu Ukrainy. Z powodu inwazji Rosji na Ukrainę mistrzostwa zostały niedokończone, a klub zajmował ósme miejsce. Kolejny rok 2022/23 klub postanowił nie uczestniczyć w żadnych rozgrywkach, a w 2023 roku został zarejestrowany jako klub profesjonalny
Latem 2023 roku klub zgłosił się do rozgrywek Drugiej ligi (D3).

## Barwy klubowe, strój, herb, hymn
|  |  |

Klub ma barwy czarno-białe. Piłkarze domowe spotkania zazwyczaj grają w czarnych koszulkach, czarnych spodenkach oraz czarnych getrach.

## Sukcesy

### Trofea międzynarodowe
Do chwili obecnej klub jeszcze nigdy nie zakwalifikował się do rozgrywek europejskich.

### Trofea krajowe
| \| \| Zdobyte trofea w rozgrywkach Ukrainy (stan na: 31-05-2023) \| |                                                            |      |          |
| Rozgrywki                                                           | Osiągnięcie                                                | Razy | Sezon(y) |
| · Mistrzostwo                                                       | I miejsce                                                  | 0    |          |
| · Mistrzostwo                                                       | II miejsce                                                 | 0    |          |
| · Mistrzostwo                                                       | III miejsce                                                | 0    |          |
| Puchar                                                              | zdobywca                                                   | 0    |          |
| Puchar                                                              | finalista                                                  | 0    |          |
| Puchar                                                              | 1/32 finału                                                | 1    | 2023/24  |
| II liga                                                             | I miejsce                                                  | 0    |          |
| II liga                                                             | II miejsce                                                 | 0    |          |
| II liga                                                             | III miejsce                                                | 0    |          |
| Ukraina                                                             | Zdobyte trofea w rozgrywkach Ukrainy (stan na: 31-05-2023) |      |          |

- Druha liha (D3):
  - ?.miejsce (1x): 2023/24
- Amatorska liga (D4):
  - 8.miejsce (1x): 2021/22 (gr.2)

## Poszczególne sezony

### Rozgrywki międzynarodowe

#### Europejskie puchary
Nie uczestniczył w rozgrywkach europejskich.

### Rozgrywki krajowe
| \| Ukraina \| Bilans występów klubu w rozgrywkach piłkarskich Ukrainy (Stan na 31 maja 2023 r.) \| \| |                                                                                   |        |       |   |   |   |    |    |     |         |        |        |      |
| Poziom                                                                                                | Rozgrywki                                                                         | Sezony | Mecze | Z | R | P | B+ | B– | Pkt | Lata    | Awanse | Spadki | Naj. |
| I | Premier-liha                                                                      | 0      |       |   |   |   |    |    |     |         | 0      | 0      |      |
| II | Persza liha                                                                       | 0      |       |   |   |   |    |    |     |         | 0      | 0      |      |
| III                                                                                                   | Druha liha                                                                        | 1      |       |   |   |   |    |    |     | od 2023 | 0      | 0      | ?    |
| IV | Amatorska liha                                                                    | 1      |       |   |   |   |    |    |     | 2021/22 | 1      | 0      | 8    |
| | Puchar Ukrainy                                                                    | 1      |       |   |   |   |    |    |     | od 2023 | 0      | 0      | 1/32 |
| Ukraina                                                                                               | Bilans występów klubu w rozgrywkach piłkarskich Ukrainy (Stan na 31 maja 2023 r.) |        |       |   |   |   |    |    |     |         |        |        |      |

## Piłkarze, trenerzy, prezydenci i właściciele klubu

### Trenerzy
...
- 2015–03.07.2023:  Andrij Petrenko
- 04.07.2023–...:  Mykoła Cymbał

### Prezydenci
- 2015–...:  Serhij Łesnyk

## Struktura klubu

### Stadion
Klub piłkarski rozgrywa swoje mecze domowe na stadionie Neptun w Zabirje, który może pomieścić 300 widzów.

## Kibice i rywalizacja z innymi klubami

### Derby
- Atłet Kijów
- Łokomotyw Kijów
- OKiP Kijów